# Þórður Þorláksson

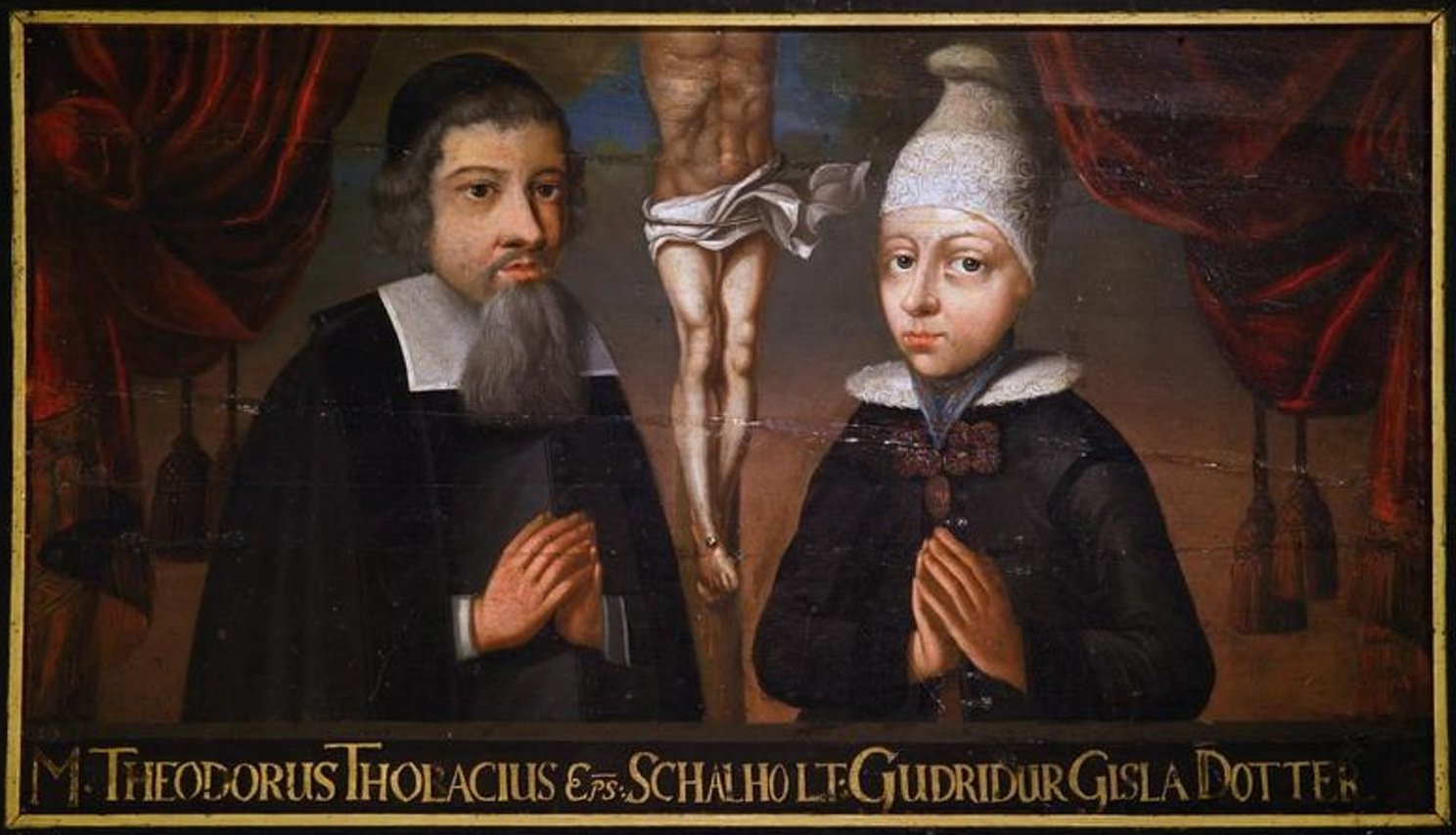
Þórður Þorláksson mit seiner Frau Guðríður Gísladóttir auf dem Gemälde eines anonymen Malers von 1697

Þórður Þorláksson (deutsch Thordur Thorlaksson) (* 14. August 1637; † 17. März 1697 in Skálholt) war ein evangelischer Bischof von Skálholt im Süden von Island.
Er versah sein Amt von 1674 bis zu seinem Todestag.

## Familie und Ausbildung
Þórður Þorláksson war der Sohn von Þorlákur Skúlason, Bischof von Hólar. Daher ging er zunächst auf die renommierte Schule von Hólar. Auch er fuhr wie die meisten seiner evangelischen Amtsvorgänger später nach Dänemark und vollendete seine Studien an der Hochschule von Kopenhagen.
Nach einem Intermezzo in Island verfolgte er weitere Auslandsstudien ab 1663, zunächst auf den Hochschulen von Rostock und Wittenberg. Danach hielt er sich in Paris auf, in Belgien und Holland. Im Jahre 1669 findet man ihn in Stangerland in Norwegen.

## Beruflicher Werdegang
Von 1660 bis 1663 war er Rektor der Schule von Hólar.
1672 wurde er zum Bischof geweiht und übernahm das Amt in Skálholt von Brynjólfur Sveinsson.

## Naturwissenschaftler
Bischof Þórður war ein guter Musiker, aber besonders begeisterte er sich für die Naturwissenschaften, nicht zuletzt die Geografie und Agrarwissenschaften.
Auch er stellte sich in die Tradition anderer Bischöfe von Skálholt, eine lateinischsprachige Beschreibung von Island zu veröffentlichen. Der Titel war Dissertatio chorographico-historica de Islandia. Das Traktat wurde 1666 in Wittemberg veröffentlicht. Des Weiteren zeichnete er Landkarten von Island und Grönland.
Zudem veranlasste er Versuchszüchtungen von Weizenarten in Skálholt.

## Druckerei
Er verfügte die Übersiedelung der bischöflichen Druckerei von Hólar nach Skálholt und ließ als erster in Island mittelalterliche Werke drucken, u. a. die erste gedruckte Ausgabe des Landnahmebuchs (1688). Auch soll er technische Neuerungen in der Druckerei eingeführt haben.

## Ehe und Familie
Seine Frau war Guðríður Gísladóttir (1651–1707).
Einer seiner Söhne wurde Bauer in Hlíðarendi, Fljótshlíð, dem durch die Njálssaga bekannten Hof.